# Ron Weasley
Ronald Bilius Weasley (Reino Unido, 1 de marzo de 1980), más conocido como Ron Weasley, es uno de los principales personajes de la saga Harry Potter. Es el mejor amigo del protagonista y de Hermione Granger. Creado por la británica J. K. Rowling, Ron apareció por primera vez en Harry Potter y la piedra filosofal (1997), y es descrito como un chico pelirrojo alto y delgado, con grandes manos y pies y una cara cubierta de pecas. Tiene, además, ojos azules y una larga nariz. En la gran pantalla ha sido interpretado, a lo largo de diez años, por el actor Rupert Grint.

## Historia
Asistió a su primer curso en Hogwarts, donde conoce a Harry y Hermione, y ayuda a Harry a salvar la Piedra Filosofal, probando su ingenio en el Ajedrez Mágico gigante. Los años siguientes permanece muy unido a sus dos amigos, Harry y Hermione, por diversos peligros que surgen en Hogwarts y fuera de él. Probablemente una de las mayores aventuras con sus amigos es en la que se embarcan en busca de los Horrocruxes de Voldemort y los cuales consiguen destruir. También participó en la batalla final de Hogwarts, donde perdió a uno de sus hermanos.

## Familia
Es el sexto de los siete hijos de los Weasley. Es hijo de Arthur y Molly Weasley y hermano de Bill, Charlie, Percy, los gemelos Fred y George y la pequeña Ginny.
Su padre trabaja en el Ministerio de Magia, mientras que su madre es ama de casa. Bill trabaja para el banco de magos en Egipto y Charlie cría dragones en Rumanía. Percy es asistente del ministro de magia y los gemelos acaban abriendo la tienda de bromas Sortilegios Weasley. Por último, su hermana pequeña Ginny acaba siendo la capitana del equipo de Quidditch Las Arpías de Holyhead.
Pobres, pero honrados, los hermanos Weasley siempre han adquirido cosas de segunda mano, a pesar de que la tía Muriel está muy bien económicamente, pues posee una mansión en la que acaban escondiéndose de Voldemort y sus secuaces. Los abuelos paternos son Septimus Weasley y Cedrella Black, mientras que los maternos son Ignatius Prewett y Lucretia Black.
Casado con su amiga Hermione, el matrimonio tiene dos hijos: Rose y Hugo Granger-Weasley.

## Personalidad
Es un personaje que se caracteriza por ser fiel, honrado, prudente, divertido, celoso, sarcástico, algo cascarrabias… pero ante todo un amigo leal.
Le encanta el ajedrez, el Quidditch, las bromas y estar con Harry y Hermione. Detesta las arañas, a algunos Slytherin (por ejemplo Draco Malfoy), la ropa de segunda mano que tiene que ponerse y que Hermione le corrija.
Se le da bien el ajedrez mágico y la estrategia, imitar voces y acentos y volar en escoba. Sobreprotege a su hermana Ginny. Peca de celoso y es muy inseguro debido a los méritos acumulados por sus hermanos y la pobreza de su familia. 
Ron es muy optimista y hasta cierto punto despreocupado, aunque a veces le cuesta sobrellevar el hecho de que su familia no tenga mucho dinero. Esto hace que muchas de sus cosas estén usadas y viejas, ya que las hereda de sus hermanos mayores, y que algunos alumnos de Hogwarts lo desprecien por ello, en especial Draco Malfoy y los de Slytherin.
Oscila entre la inseguridad en sí mismo y el optimismo rampante, lo que revela una personalidad inmadura y en desarrollo, sin menoscabo de sus demás virtudes. Harry se ve obligado en su sexto año a subirle la moral antes de un partido de Quidditch, haciéndole creer que tomo una poción, "Felix Felicis" lo cual dio resultados haciendo una espectacular labor como guardián.
Muchas de sus cualidades actúan en contraposición con las de Harry. Mientras que Harry es huérfano y tiene más dinero del que necesita, Ron viene de una familia grande y que lo quiere, pero que es muy pobre. También el hecho de que Harry sea famoso ocasiona que Ron ocasionalmente sienta celos de la atención que recibe su amigo, ya que él mismo quisiera sobresalir de alguna manera. En el cuarto libro, esto ocasiona que tengan una pelea, cuando Ron piensa erróneamente que Harry siempre busca ser el centro de atención. Sus complejos de inferioridad, al ser menos destacado que sus hermanos (por no ser ni un estudiante brillante, ni un excelente jugador de Quidditch, ni el hijo que su madre siempre deseó) son la fuerza principal que lo motiva a desarrollarse a sí mismo.
Es muy celoso cuando se trata de Hermione Granger, aunque él nunca lo quiera reconocer.
Un dato curioso es que su apellido "Weasley" parece provenir del animal "weasel", en castellano se refiere al género de las mustelas, al que pertenece la comadreja, característica por su pelaje rojizo, al igual que la familia Weasley. Además, esto también hace referencia a que el patronus de su padre adopta la forma de una comadreja.

## Intervención en la trama
Desde su primer año en el Colegio Hogwarts de Magia y Hechicería Ron se convierte en el mejor amigo de Harry. Al igual que él y que Hermione, pertenece a la casa de Gryffindor.
En el primer libro de la serie, Ron conoce a Harry Potter en la estación de King's Cross mientras este último está buscando la entrada al andén 9 y 3/4.
Una vez dentro del compartimiento del tren, reciben la inesperada visita de Draco Malfoy. Malfoy ofrece su amistad a Harry, que la rechaza, ya que Malfoy ha insultado a Ron.
A partir de ese momento Harry y Ron se hacen muy buenos amigos; su amistad se refuerza cada año que pasan en Hogwarts y superan las difíciles pruebas que se les presentan con cada reto.
En el segundo año Harry y él usan para llegar al colegio el auto volador del padre de Ron. Y esta es solo la primera de las muchas aventuras del año escolar, pues durante este visitarán arañas gigantes y salvaran a Ginny de una muerte segura. Ron se aflige mucho cuando encuentran a Hermione en la enfermería después de ser petrificada.
Hasta el tercer año tiene como mascota una rata llamada Scabbers que antes había pertenecido a su hermano Percy. Tras lo sucedido con Scabbers en el tercero de los libros (Harry Potter y el prisionero de Azkaban) donde descubren que Scabbers es en realidad Peter Petigrew, que traicionó a los padres de Harry. Sirius Black le regala otra mascota, una pequeña y nerviosa lechuza marrón. La lechucita fue bautizada Pigwidgeon por Ginny, la hermana pequeña de Ron, pero él le acorta el nombre y la llaman Pig.
Llegando al cuarto año, Ron y Harry tienen su primera pelea seria después de que Harry fuera elegido para participar en el Torneo de los Tres Magos, debido a que Ron estaba resentido, pues creía que no confiaba en él lo suficiente como para decirle que había engañado al cáliz (a pesar de que Harry no hizo trampa), pero después de varias semanas se reconcilian. Es también aquí donde se ven episodios más claros con Hermione, ya que se enfada mucho al verla saliendo con Viktor Krum, en el baile de Navidad, lo que provoca su primera escena de celos hacia ella, demostrando que quizás haya más que una simple amistad entre ellos. Es Ron, junto con Hermione, quienes son los principales apoyos de Harry en el Torneo de los Tres Magos, y en el pos de su trágico encuentro con Voldemort.
En su quinto año Ron es nombrado Prefecto de Gryffindor junto con Hermione, pero esto no se menciona en la película,y juega al Quidditch como guardián del equipo, en este libro Ron muestra un poco sus inseguridades, como su miedo a hacer el ridículo en los partidos, y de que sus hermanos gemelos se rían de él por el hecho de ser prefecto. También es en este año donde Ron muestra su lealtad a Harry ignorando la petición de su hermano mayor (Percy), de que se alejara de este por considerarle una mala influencia.
En sexto año, Ron cela a su hermana Ginny de sus eventuales novios y citas, y se molesta pues la encuentra besándose con su novio a ese momento (Dean Thomas), y considera que cambia de novio con demasiada frecuencia, por otro lado no le molestaría en absoluto que Harry y ella se hicieran novios porque él es su amigo, pero dado su actitud Harry cree que si tendría problemas por ello. Es en uno de estos enfrentamientos con su hermana en la que ella lo entera de una noticia que lo amargaría profundamente: Hermione se había besado con Viktor Krum cuando estuvieron juntos en el cuarto año. Es por esto que Ron comienza a tratar a Hermione con frialdad, y en un atentado para vengarse comienza a salir con Lavender Brown (con quien comienza su relación la noche que gana su primer partido de Quiditch del año) la cual resulta ser una novia excesivamente efusiva, y cursi, los celos de Hermione son evidentes y deja de hablarle por meses. Antes de esto, ellos habían estado en muy buenos términos ya que Hermione lo había invitado a ser su pareja para una fiesta navideña del "Club de las Eminencias", pero terminó llevando a Cormac McLaggen porque pensó que molestaría más a Ron, aunque se alivió que su cita no fue exitosa. Después de algún tiempo, se puede ver que Ron está desencantando con su relación con Lavender.
En su cumpleaños, Ron tiene un accidente en el cual consume hidromiel envenenado y termina en la enfermería. Hermione olvida su desacuerdo para estar a su lado, hasta que Lavender llega y la ve a ella, y empieza a gritar pregunta que hacia ahí y Hermione responde diciendo que ella "soy su mejor amiga", y así se empieza una discusión en la que Lavender dice que es la novia de él, no ella; pero Ron despierta y nombra a Hermione, entonces Lavender escapa llorando. Luego de este episodio, se ve una relación más cordial entre Hermione y Ron, lo cual lleva a que sean amigos como antes. Su relación con Lavender no dura mucho después de su reconciliación con Hermione, debido a los constantes ataques de celos de su novia, y que ella los encontró saliendo juntos del dormitorio de los chicos de sexto año (Harry bajó usando la capa de invisibilidad) por lo que pensó mal y terminó de inmediato su relación. Siguiendo esto, Ron toma parte en la batalla de la torre de astronomía en la que murió el profesor Dumbledore.
En séptimo año Ron acompaña a Harry, junto con Hermione, a buscar los Horrocruxes de lord Voldemort, casi a mitad del libro Ron los abandona por los malos pensamientos que le ocasionaba el guardapelo, volviendo con ellos, gracias al desiluminador que Dumbledore le deja en herencia, y destruye el Horrocrux (el guardapelo) con la espada de Godric Gryffindor. Lucha en la batalla de Hogwarts junto a sus amigos, y abre la Cámara de los Secretos para coger unos colmillos de basilisco y así destruir un Horrocrux, la copa, que destruye Hermione. Al final del libro se le ve casado con Hermione y dos hijos, Rose y Hugo.

## Intereses románticos
A lo largo de los libros, se ha notado una tensión entre los personajes Ron y Hermione, lo que ha llevado a sospechar que existe algo más que amistad entre ellos dos, sobre todo a partir de las escenas de celos (por parte de Ron) en el cuarto libro en el que Hermione sale con Viktor Krum, un famoso jugador de Quidditch, campeón del colegio Durmstrang en el Torneo de los Tres Magos y máximo ídolo de Ron, hasta que Krum comienza a interesarse por Hermione, pasando mucho tiempo con ella e invitándola al baile de Navidad, baile en el cual Ron monta su primera escena de celos realmente contundente, en la cual ella le dice: “Si no querías que viniera con él, ¿por qué no me invitaste tú?”
Ron le dice a Hermione que está "confraternizando con el enemigo", y se dirige a él como "Vicky". Incluso, debido a sus celos, rompe una figurita de Viktor que Ron compró en el Mundial de Quidditch.
Cita:

Harry encontró un brazo bajo la cama, que aún tenía partes de la túnica de Bulgaria de Krum.

En el sexto libro él sale con Lavender Brown, una de las razones por la cual Hermione esté un poco "eufórica" en este libro. La relación es muy superficial, ella lo llama cariñosamente "Ro-Ro o Won-Won" y le da una gruesa cadena de oro con la inscripción "Amor mío" como regalo de Navidad. El día de su cumpleaños, Ron se come unos chocolates llenos de poción de amor hechos por Romilda Vane para Harry. Harry lo lleva al despacho de Horace Slughorn para darle el antídoto y es envenenado accidentalmente. Ya en la enfermería con la compañía de Hermione y profesores, llega Lavender y pregunta fastidiosa porque esta Hermione. Esta responde que es su mejor amiga, hasta que empieza a despertarse Ron y empieza a hablar de forma poco entendible. Lavender dice que este siente su presencia, hasta que Ron dice Hermione. Esto hace que Lavender salga corriendo de la enfermería llorando y el profesor Albus Dumbledore diga: "Ay, el amor joven ", Ellos terminan definitivamente cuando Lavender viera que Ron y Hermione salieran juntos de la habitación de los chicos sin saber que Harry está oculto bajo la Capa de Invisibilidad.
En el séptimo y último libro, tal y como prometió, acompaña a Harry, junto con Hermione, a su búsqueda de los Horrocruxes. Su aventura acaba por parecerle frustrante, ya que deben huir de los mortífagos a lo largo de todo el país, y acaba por abandonar a sus amigos, dejando a Harry sumido en la desesperación, y a Hermione en un mar de lágrimas.
Durante ese libro, la relación de Ron y Hermione, hasta entonces siempre repleta de diferencias, riñas y celos, pega un enorme cambio desde el funeral de Dumbledore, y debido al asomo de guerra, que trasmite la idea de que cada momento puede ser el último, se muestran muy cariñosos el uno con el otro y tienen numerosas pruebas de amor durante este año como dormir tomados de la mano, abrazarse cuando tienen miedo, más celos por parte de Ron hacia Krum o bailar juntos en la boda de Bill Weasley y Fleur Delacour.
Arrepentido por su arrebato, regresa junto a sus amigos. Harry se da cuenta del más profundo temor de Ron: una posible relación entre Harry y Hermione. Harry le dice que ve a Hermione como una hermana y que ella siente lo mismo. Aclarado esto, Ron sellará su amor con un beso apasionado a Hermione justo antes de la batalla de Hogwarts y después de decir que no podían dejar morir a los elfos domésticos (aunque en la película sucede en la Cámara Secreta, tras destruir la Copa de Helga Hufflepuff).

## Epílogo
Años más tarde se casa con Hermione Granger, con la cual tiene dos hijos: Rose, quien es tan inteligente como su madre, y Hugo, que al parecer se parece mucho a su padre, y su amistad y lealtad hacia Harry siguen siendo inquebrantables.
Ron se convierte en auror, al igual que su padre, decide dejar su trabajo de auror y se pone a trabajar con George (solamente él, ya que Fred muere en la segunda batalla) en la tienda de bromas en el callejón Diagon, con gran éxito.
- Datos: Q173998
- Multimedia: Ron Weasley / Q173998